# Stanisław Kruciński
Stanisław Kruciński (ur. 11 maja 1933 w Młynku, zm. 18 marca 2023) – polski fechmistrz i szablista.
Absolwent Akademii Wychowania Fizycznego w Warszawie. Uczeń Kazimierza Laskowskiego.
Dwukrotnie (1957 i 1961) zdobywał drużynowe wicemistrzostwo Polski w szabli.
Był trenerem AZS AWF Warszawa (1958-1960) i Warszawianki (1963-1967). Następnie w latach 1967-1973 był szefem wyszkolenia Polskiego Związku Szermierczego.  W latach 1973–1975 trener szablistów w Meksyku, a od 1977 do 1978 r. w Ośrodku Przygotowań Olimpijskich w Warszawie.
W 1987 wyemigrował do Austrii. Był trenerem w Grazu (1987-1998), a od 1998 w Wiedniu. Od 2003 był fechmistrzem w wiedeńskim Wiener Fechtklub.
W 2021 został odznaczony Krzyżem Kawalerskim Orderu Zasługi Rzeczypospolitej Polskiej.